# Hetzmannsdorf (Rötz)
Hetzmannsdorf ist ein Dorf im Bayerischen Wald an der B 22 zwischen Cham und Weiden in der Oberpfalz. Hetzmannsdorf gehört zur Stadt Rötz im Landkreis Cham in der Oberpfalz.

## Geographische Lage
Hetzmannsdorf liegt im vorderen Oberpfälzer Wald, im so genannten „Dreiwäldereck“ Bayerischer Wald, Böhmerwald und Oberpfälzer Wald. Nordöstlich von Hetzmannsdorf liegt der 706 Meter hohe Schwarzwihrberg mit der Burg Schwarzenburg.
Das Dorf liegt auf einer Höhe von 453,4 m ü. NN und hat 85 Einwohner.

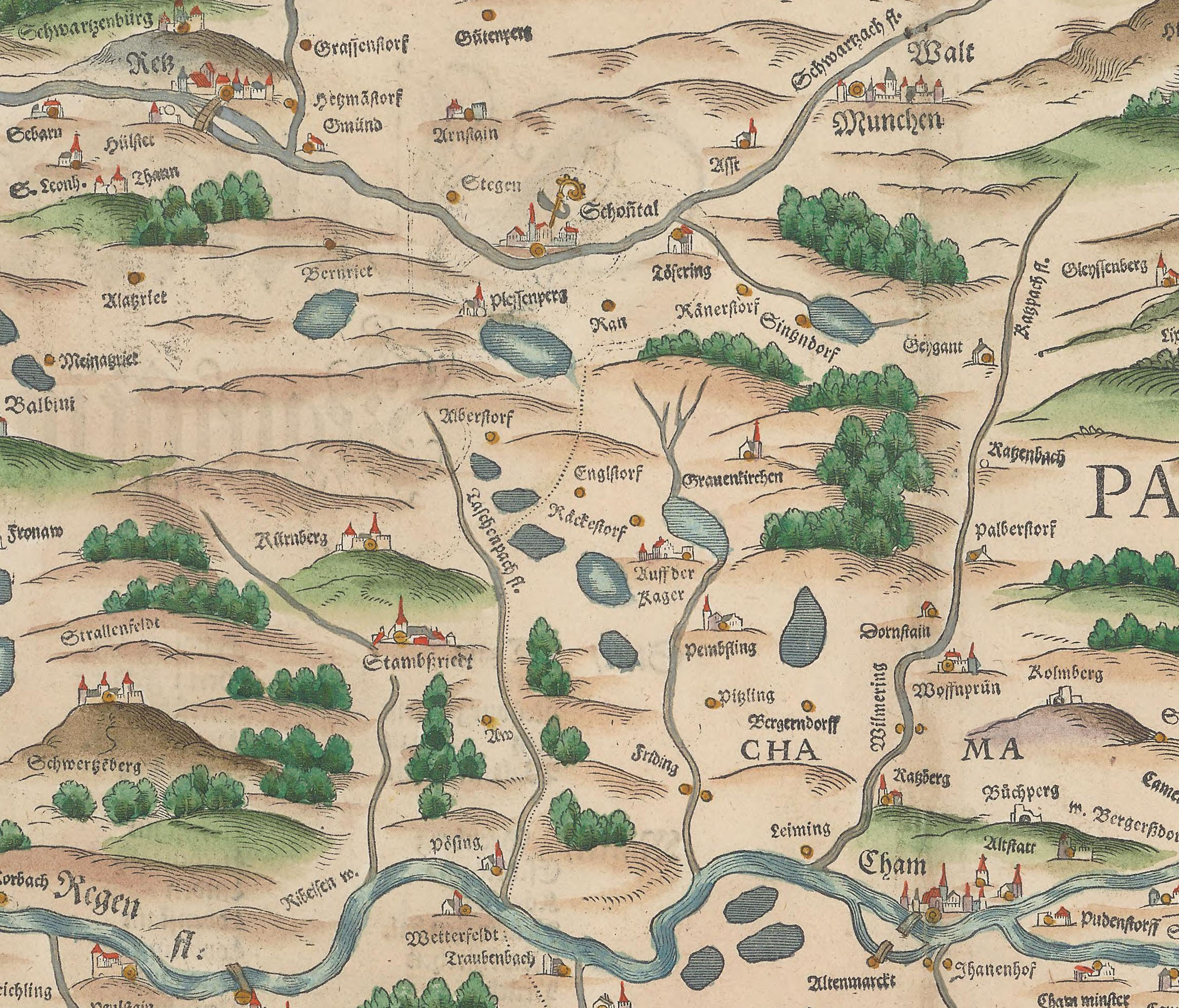
Hetzmannsdorf auf der Apian-Karte von 1568

## Geschichte
| Jahr | Einwohner |
| ---- | --------- |
| 1840 | 221       |
| 1852 | 216       |
| 1861 | 236       |
| 1871 | 207       |
| 1880 | 206       |
| 1890 | 180       |
| 1900 | 180       |
| 1910 | 180       |
| 1919 | 180       |
| 1933 | 175       |
| 1939 | 160       |
| 1950 | 151       |
| 1961 | 113       |
| 1970 | 101       |
| 1987 | 86        |
| 2011 | 82        |

Hetzmannsdorf (auch: Ezmanstorf, Heczmansdorf, Hepphmansdorf, Hezmanstorff, Hetzmantzdorff, Hetzmanstorff, Hezmanßdorff, Hezmanstorf) gehört zu den -dorf-Orten. Die Ortsnamenforschung kennzeichnet die auf -dorf endenden Ortsnamen als Gründungen aus dem 9. bis 12. Jahrhundert. Solche Ortsnamen treten in der Umgebung von Rötz gehäuft auf.
Erstmals urkundlich erwähnt wurde Hetzmannsdorf im Jahre 1289. In der Folgezeit unterstand Hetzmannsdorf verschiedenen Besitzern, wie den Herrschern von Schwarzenburg, der Herrschaft der Leuchtenberger oder dem Kloster von Schönthal.
Im 12. Jahrhundert lag Hetzmannsdorf im Einflussbereich der Altendorfer-Leonberger, die in Hetzmannsdorf Lehen hatten.
Das Kloster Schönthal erhielt 1289 die Zehnten aus drei Höfen und zwei Lehen in Hetzmannsdorf von Hermanus de Tannstein und seinen Stiefbrüdern Heinricus und Jordanus. 1296 erhielt das Kloster Zehnte in Hetzmannsdorf von Waltherus de Wartperch.
1304 überließ Reinboto III. von Schwarzenburg dem Kloster Schönthal ein Lehen in Hetzmannsdorf. In einer Urkunde von 1315 wurden der Verkauf eines Lehens in Hetzmannsdorf durch die Warberger an das Kloster Schönthal dokumentiert. Im 14. Jahrhundert lagen mehrere Höfe in Hetzmannsdorf im Einflussbereich der Leuchtenberger. Es wurden unter anderen ein Hekchlin zu Heczmansdorf und ein Rudel von Hepphmansdorf erwähnt.
1505 wurde Hetzmannsdorf erwähnt. Im Jahr 1522 gehörten Untertanen in Hetzmannsdorf zum Kastenamt Rötz. 1522 erschien Hetzmannsdorf mit 13 Untertanen des Amtes Rötz. In einem Verzeichnis von 1588 wurden Mannschaften in Hetzmannsdorf als zur Frais Schwarzenburg gehörig aufgeführt. 1588 hatte Hetzmannsdorf 7 Höfe, 1 Gut, 5 Sölden, 6 Inwohner.
1622 hatte Hetzmannsdorf 13 Mannschaften. In der Steueranlage von 1630 wurde das Pflegamt Rötz in vier Viertel eingeteilt. Dabei gehörte Hetzmannsdorf zum 1. Viertel. 1630 wurden für Hetzmannsdorf 7 Höfe, 2 Sölden, 2 Söldengütl, 1 Söldenhäusl, 1 bloßes Häusl, 5 Inwohner, davon 1 Hütmann verzeichnet. 1755 hatte Hetzmannsdorf 14 Anwesen und 3 Leinweber.
1766 wurden für Hetzmannsdorf 15 Anwesen aufgezeichnet, darunter 7 Höfe, 1 Gut, 1 Gütl, 4 Sölden, 2 Häusl. 1792 hatte Hetzmannsdorf 15 Pflegamtsuntertanen.
1808 gab es in Hetzmannsdorf 17 Anwesen, 1 Hirtenhaus, 2 Weber und 2 Schneider.
1808 wurde die Verordnung über das allgemeine Steuerprovisorium erlassen. Mit ihr wurde das Steuerwesen in Bayern neu geordnet und es wurden Steuerdistrikte gebildet. Dabei wurde Hetzmannsdorf Steuerdistrikt. Der Steuerdistrikt Hetzmannsdorf bestand aus den Dörfern Bauhof, Grassersdorf und Hetzmannsdorf und der Einöde Schellhof.
Mit dem Gemeindeedikt des Königreichs Bayern von 1808 wurde die Ruralgemeinde Hetzmannsdorf gebildet. 1836 gab es Pläne, den Nachbarort Grassersdorf mit der Gemeinde zusammenzulegen. Abermals wurde diese Zusammenlegung 1860 angestrebt, jedoch nach einer Abstimmung zugunsten der Selbständigkeit beider Orte davon abgesehen.
Um 1896 erfolgte die Gründung der Freiwilligen Feuerwehr Hetzmannsdorf. Mitte der 1920er-Jahre wurde die Gemeinde an die Stromversorgung durch die OBAG angeschlossen.
Bereits kurz nach dem Zweiten Weltkrieg wurde Hetzmannsdorf zusammen mit den Ortschaften Bauhof und Schellhof im Jahr 1946 in die Stadt Rötz eingemeindet. Der Anschluss an die zentrale Wasserversorgung der Stadt Rötz erfolgte 1962. Von 1965 bis 1975 erhielt der Ort einen neuen Straßenbelag, zusätzlich wurden die Verbindungsstraßen nach Rötz und Bauhof ausgebaut.
Hetzmannsdorf gehört zur Pfarrei Rötz. 1997 hatte Hetzmannsdorf 89 Katholiken.
Die Tabelle zeigt die Bevölkerungsentwicklung der Gemeinde Hetzmannsdorf.

## Kultur und Vereine
Nahezu jährlich findet am 30. April ein Maifest statt. Dort wird mit tatkräftiger Unterstützung der Dorfgemeinschaft sowie auswärtiger Besucher der im Vorfeld gefällte und geschmückte Maibaum aufgestellt.

### Freiwillige Feuerwehr
Ende des 19. Jahrhunderts wurde die Freiwillige Feuerwehr Hetzmannsdorf gegründet, der mittlerweile viele Mitglieder aus den Orten Hetzmannsdorf und Bauhof angehören. Das genaue Gründungsdatum ist nicht bekannt, jedoch datiert ein Brief der Hetzmannsdorfer Funktionäre an den Bayerischen Landes-Feuerwehr-Ausschuss auf den 4. Mai 1896, so dass als eigentliches Gründungsjahr 1896 in Frage kommt. Den langgehegten Wunsch nach einer eigenen Vereinsfahne konnte man sich kurz nach dem Ersten Weltkrieg erfüllen. Anfang der 1920er-Jahre wurde diese zu Zeiten der Inflation für 6 Millionen Mark erworben. Bereits 1938 wurde noch vor Beginn des Zweiten Weltkrieges etwas verspätet das 40-jährige Bestehen begangen. Das 60-jährige Gründungsjubiläum wurde 1956 mit einem weitaus größeren Fest gefeiert. Dabei konnten auch eine neue Fahne und Tragkraftspritze gesegnet werden. Vom 2. bis 5. August 1996 wurde in einem groß angelegten Fest das 100-jährige Jubiläum der Feuerwehr begangen.

### Sa’ Erpfl
Einmal wöchentlich trifft sich eine Schar von Männern aus Hetzmannsdorf und Umgebung in einer Hütte am Dorfrand zum zwanglosen geselligen Beisammensein. Die Geschichte der Sa’ Erpfl – nach im offenen Lagerfeuer gebratenen Kartoffeln – benannten Gruppe reicht bis ins Jahr 1979 zurück, als sich junge Dorfbewohner eine Hütte als Treffpunkt errichteten. Nachdem diese aber Bebauungsmaßnahmen weichen musste und die daraufhin genutzte Hütte dem Feuer zum Opfer fiel, wurde 1981 das durch einen Neubau ersetzte alte Feuerwehrhaus an den Dorfrand verlegt. Nach einem Umbau dient die Sa´ Erpfl-Hütte bis heute den inzwischen älter gewordenen und neu hinzugekommenen „Mitgliedern“ als Treffpunkt. Jährlich werden Ausflüge veranstaltet, wie der am Tag der Deutschen Einheit stattfindende Familienausflug. Bis Mitte der 1990er-Jahre wurden auch jährliche Hüttenfeste veranstaltet, deren Erlöse wohltätigen Zwecken, wie dem Rötzer Christkindlmarkt oder sozialen Einrichtungen zugutekamen.